# Pilar Roca
Pilar Roca (Lima, 28 de febrero de 1948) es una productora cinematográfica, investigadora y ensayista peruana; su obra se caracteriza por un enfoque político y social. A lo largo de su carrera ha realizado una serie de rodajes en los Andes peruanos y fuera del país, explorando temas vinculados a la realidad social y memoria histórica. Además, ha participado activamente en el debate sobre las leyes del cine en el Perú, como lo evidencia su libro Misterdafo. Perú: cine, política y corrupción (2023).

## Biografía
María del Pilar Josefa Rosa Roca Palacio nace en Lima en 1948. Realizó sus estudios secundarios en el Colegio Sagrado Corazón Sophianum hasta el año de 1964;luego, estudió Trabajo Social (anteriormente denominado como servicio social) en la Universidad Nacional Mayor de San Marcos, en donde se desarrolló como dirigente estudiantil dentro del Centro Federado de Sociales. Durante la década de los 70 empieza a trabajar en el Sistema Nacional de Apoyo a la Movilización Social (SINAMOS) para capacitación de comunidades laborales durante el gobierno de Juan Velasco Alvarado. En esos años empezó a desarrollar sus primeras producciones pasando por la unidad de cine. En ese mismo tiempo funda, junto a Federico Garcia Hurtado, la empresa productiva Kausachun Perú (1974). Contrajo matrimonio con García Hurtado en 2017 y tiene dos hijos; Sayri Tupac (n. 1972) y Mishari Rolando (n. 1974).

## Filmografía

### Producción
- La Yunta Brava (2020). Largometraje, ficción. Dir. Federico García Hurtado.
- El forastero (2002). Largometraje, ficción. Dir. Federico García Hurtado.

### Producción ejecutiva y dirección de arte
- El socio de Dios (1986). Largometraje, ficción. Dir. Federico García Hurtado.
- Túpac Amaru (1984). Largometraje, ficción. Dir. Federico García Hurtado.
- Melgar, poeta insurgente (1982). Largometraje, ficción. Dir. Federico García Hurtado.
- El caso de Huayanay: testimonio de parte (1981). Largometraje, ficción. Dir. Federico García Hurtado.

### Guion
- Alfredo Torero: cuatro estaciones de un hombre total (2011). Largometraje, ficción. Dir. Federico García Hurtado.
- Hacienda Huando (1972). Cortometraje documental. Dir. Federico García Hurtado.
- Huando, tierra sin patrones (1971). Cortometraje documental. Dir. Federico García Hurtado.
- Kuntur Wachana (Donde nacen los cóndores) (1977). Largometraje, ficción. Dir. Federico García Hurtado.

## Publicaciones
- Pachakuteq una aproximación a la cosmovisión andina (2004), coautoría con Federico García[6]
- Ayataky canción por los muertos (2010), coautoría con Federico García
- Terror en los andes la violencia como sistema en el Perú colonial (2013)
- Venezuela bajo la lupa (2014)
- El holocausto andino (2016)
- Errores y horrores del imperio español: Fernando Tupac Amaru apuntes sobre la vida (2020)[7]
- Misterdafo. Perú: Cine, política y corrupción (2023)[8]